# Jalovčanka
Jalovčanka (starší název Jalovský potok) je potok na středním Liptově, na území okresu Liptovský Mikuláš. Je to pravostranný přítok Váhu s délkou 16,7 km a je tokem III. řádu.
Protéká dolinami Parichvost a Jaloveckou. Na horním toku má výrazně vyvinuté levostranné přítoky, u obce Bobrovec obtéká na pravém břehu menší vodní plochu, která vznikla vyhloubením štěrků. Na dolním toku se tok vícenásobně vlní.

## Pramen
Pramení v Západních Tatrách na západních svazích Baníkova (2 178,0 m n. m.) v nadmořské výšce přibližně 1 810 m n. m.

## Směr toku
Na horním toku teče převážně na západ, na středním toku (Jalovecká dolina) na jihojihozápad, na dolním toku po obec Trstené na jih a odtud k ústí na jihozápad.

## Geomorfologické celky
- Tatry, geomorfologická podsestava Západní Tatry, geomorfologická část Liptovské Tatry
- Podtatranská kotlina, geomorfologická podsestava Liptovská kotlina, geomorfologická část Smrečianska pahorkatina

## Přítoky
- pravostranné: Hlboký potok, Poliansky potok, přítok zpod Malé Kopy (1 637,3 m n. m.), přítoky z lokalit Tokariny a Boroviny, přítok pramenící západně od obce Jalovec a následně tekoucí přes Bobrovec, Ondrašovianka
- levostranné: několik přítoků stékajících ze svahů Kozích chrbátů a Trnáce (1680,2 m n. m.,), Rakytie a Mútnik

## Ústí
Vlévá se do vodní nádrže Liptovská Mara na území města Liptovský Mikuláš (městská část Liptovská Ondrašová) v nadmořské výšce 563 m n. m.

## Obce
- Rekreační oblast Bobrovecká vápenica
- Jalovec (okrajem)
- Bobrovec (na pravém břehu)
- Trstené (na levém břehu)
- Město Liptovský Mikuláš, městská část Liptovská Ondrašová